# Sceau des Palaos
La république des Palaos ne possède pas d'armoiries. On utilise à la place ce sceau officiel, qui fut créé en 1955 et officiellement adopté en 1981, après l'adoption de sa constitution. Le sceau montre en son centre la maison des réunions qui repose sur des pierres. Devant celle-ci, on peut lire l'inscription “Official Seal” (sceau officiel). Les inscriptions qui entourent le sceau sont “Olbiil era Kelulau” (Congrès national des Palaos), nom de l'organe législatif dans la langue nationale, et “Republic of Palau” (république des Palaos en anglais).